# چلاندریسا
چلاندریسا (به لاتین: Chalandritsa) یک شهرک در یونان است که در Erymanthos Municipality واقع شده‌است.